# Sundbyberg
Sundbyberg je grad i prigradska općina Stockholma.

## Zemljopis
Sundbyberg se nalazi sjeverozapadno od Stockholma i zapadno od Solne.

## Stanovništvo
Prema podacima o broju stanovnika iz 2010. godine u gradu živi 38.180 stanovnika.

## Vanjske poveznice
- Internet stranica grada

### Ostali projekti
|  | Zajednički poslužitelj ima još gradiva o temi Sundbyberg |

[